# کوین داوسون (بازیکن فوتبال، زاده ۱۹۹۰)
کوین داوسون (انگلیسی: Kevin Dawson؛ زادهٔ ۳۰ ژوئن ۱۹۹۰) بازیکن فوتبال اهل جمهوری ایرلند است.
از باشگاه‌هایی که در آن بازی کرده‌است می‌توان به باشگاه فوتبال یئوویل تاون اشاره کرد.
وی همچنین در تیم‌های ملی فوتبال Republic of Ireland national under-16 football team و Republic of Ireland national under-18 football team بازی کرده‌است.